# Trophée des mixtes
Le Trophée des mixtes est une compétition de tir à l'arc organisé par la FFTA créée en 2018. Elle se déroule à 3 niveaux : départemental (qualificatif pour le national), régional et national. Ce concours a notamment été créé pour favoriser la pratique de la compétition chez les femmes, qui ne représente que 30% des licenciés à la FFTA au moment de sa création.

## Description
Chaque groupe doit être composé d'un homme et d'une femme, appartenant au même club. Il n'y a pas de restrictions d'âge et les licences loisirs et compétitions sont toutes les deux acceptées. Le Trophée des mixtes se divise en quatre catégories :
- 1re année : pour les archers débutant le tir à l'arc
- Arc classique
- Arc à poulies
- Arc nu

La rencontre sportive commence tout d'abord par un tir de qualification, chaque équipe a 80 secondes pour que chaque archer tire 2 flèches. Il y a au total 5 volées de 4 flèches pour un total maximum de 200 points.
Les équipes sont ensuite réparties dans des poules en fonction de leur positionnement. Chaque équipe affronte toutes les autres équipes de sa poule en duel. Le duel est remporté par la première équipe arrivé à 6 points (2 points pour une victoire, 1 pour une égalité).
Puis la rencontre se termine par un Big Shoot Off pour déterminer le classement final. Lors de cette étape, chaque duo tire une volée. La moitié des équipes ayant réalisé les moins bons scores est alors éliminées. Puis l'opération se répète avec les équipes restantes et ce, jusqu'à ce qu'il n'y ait plus qu'une seule équipe qui remporte alors le tournoi.

### Évolutions pendant la pandémie de Covid-19
Le 15 mai 2020, à la suite des mesures de confinement et à la crise sanitaire, la FFTA annule l'édition 2020 du trophée des mixtes.
À la suite de l'annulation de l'édition 2020 à cause de la pandémie de Covid-19, et étant dans l'incertitude concernant la saison 2021 à ce moment-là, la FFTA publie un communiqué le 9 novembre 2020 pour évoquer les modifications de règlement qui ont été autorisées, au moins pour l'édition 2021, principalement pour répondre à la crise sanitaire. Ces modifications concernent notamment :
- L'allongement de la période préconisée pour organiser les manches départementales.
- Pas de date butoir pour que le département qui se déclare organisateur (mais avant l’organisation de la première manche).
- La catégorie 1re année de licence est augmentée d’une année avec une première licence qui peut avoir été prise à compter du 1er septembre 2019. Elle s’appelle maintenant « Néo-licenciés ».
- Organisation de la manche à 18 mètres possible en extérieur.

L'édition 2021 est donc étendu aux 2e année qui n'avait pas pu terminé la précédente édition.
L'édition 2021 est finalement annulée en raison du contexte sanitaire.
L'édition 2022 n'est prévue qu'avec une seule étape, en salle ou en extérieur , l'extension aux 2e années est maintenue.

## Département
Les départements souhaitant organiser un concours trophée des mixtes doivent au préalable se déclarer auprès de la FFTA. Chaque département a une place de réservé au trophée des mixtes national. L'équipe remportant le trophée des mixtes départemental est alors prioritaire pour s'y inscrire. Si celle-ci ne peut pas ou ne veut pas y participer, la place est proposée au suivant etc.
En 2019, 49 départements ont organisé ce championnat.
Cette étape se déroule en 2 manches : une en salle et une en extérieur. 
| Catégorie     | Tir en salle    | Tir en salle   | Tir en extérieur | Tir en extérieur |
| Catégorie     | Distance (en m) | Blason (en cm) | Distance (en m)  | Blason (en cm)   |
| 1re année     | 18              | 60             | 30               | 80               |
| Arc nu        | 18              | 60             | 30               | 80               |
| Arc classique | 18              | 40             | 50               | 122              |
| Arc à poulies | 18              | Trispot 40     | 50               | 122              |

## Région
Une épreuve régionale peut avoir lieu en une seule étape à 50 mètres. Elle n'est pas qualificative pour le trophée des mixtes national et peut se dérouler à une date ultérieure à ce dernier.

## National
Le trophée des mixtes national se déroule après les épreuves départementales. Chaque département qui a participé envoie une équipe par catégorie. Les places restantes sont ensuite distribués entre les duo ayant pris part aux trophées départementaux et enfin, dans la limite des places restantes, à toute équipe de club.
Lors de ce concours, les concurrents sont départagés par des duels avec les équipes de leur poules, pendant deux jours. Puis un Big Shoot Off a lieu où la moitié des équipes ayant fait le moins bon score est éliminé à chaque volée jusqu'à déterminer la dernière équipe qui remporte le tournoi.
En 2018, 97 équipes mixtes ont participé.

### Palmarès
| Année | Ville organisatrice    | Date           | 1re année                                 | Arc classique                             | Arc à poulies                             | Arc nu                                    |
| ----- | ---------------------- | -------------- | ----------------------------------------- | ----------------------------------------- | ----------------------------------------- | ----------------------------------------- |
| 2018  | Chennevières-sur-Marne | 30 juin 2018   | Mirande                                   | Brest                                     | Le Lavandou                               | Rennes                                    |
| 2019  | Chennevières-sur-Marne | 30 juin 2019   | Laval                                     | ASRTL Paris                               | Pontoise                                  | Vineuil                                   |
| 2020  | Chennevières-sur-Marne | 27 juin 2020   | Annulé à cause de la pandémie de Covid-19 | Annulé à cause de la pandémie de Covid-19 | Annulé à cause de la pandémie de Covid-19 | Annulé à cause de la pandémie de Covid-19 |
| 2021  | -                      | 3 juillet 2021 | Annulé à cause de la pandémie de Covid-19 | Annulé à cause de la pandémie de Covid-19 | Annulé à cause de la pandémie de Covid-19 | Annulé à cause de la pandémie de Covid-19 |
| 2022, | Chennevières-sur-Marne | 28 mai 2022    | Brive-la-Gaillarde                        | Andernos-les-Bains                        | Liffré                                    | Lunel                                     |